# Восточно-Тегенское нефтяное месторождение
Восточно-Тегенское (до 1991 года — Ровное) — нефтяное месторождение в Казахстане. Расположено в Атырауской области и 85 км к северо-западу от г. Атырау. Открыто в 1978 году. Разработка началась в 2003 году. Входит в казахстанский нефтяной проект Liman Block.
Плотность нефти составляет 0,744-0,745 г/см³ или 58° API. Нефть малосернистая 0,1-0,18 %, малопарафинистая 2,55-2,94 %.
Нефтеносность связана с отложениям апт-сеноманского возраста. Залежи на глубине 0,2-0,8 км. Начальные запасы нефти 50 млн тонн.
Оператором месторождение является канадская нефтяная компания Aurado Energy.